# Young and Beautiful
〈Young and Beautiful〉은 라나 델 레이의 노래이다. 2013년 영화 《위대한 개츠비》의 OST 중 하나이다. 빌보드 핫 100 22위를 했으며, 미국 음반 산업 협회(RIAA) 인증 플래티넘 등급을 받은 곡이다.